# Mare Imbrium
El Mare Imbrium  es una vasta llanura lunar de lava, situada en el interior de la cuenca Imbrium, y uno de los cráteres de impacto más grandes del sistema solar. Tiene 1145,53 km de diámetro y el punto central se encuentra en los 34.72° de latitud y los -14.91° de longitud. La cuenca Imbrium se formó tras la colisión de un protoplaneta durante el bombardeo intenso tardío. La lava basáltica inundó más tarde el cráter para formar la llanura volcánica lisa que se ve hoy, aunque eventos posteriores han modificado su superficie. La edad de la cuenca se ha calculado usando la datación uranio-plomo dando unos cuatro mil millones de años y el tamaño del impactador se estima en unos doscientos cincuenta kilómetros.

## Nombre
La denominación Mare Imbrium fue empleada por primera vez por Giovanni Riccioli en 1651. En los siglos siguientes también se empleó el nombre Mare Austriacum (por Michael Florent van Langren, conocido como Langrenus, 1645) y Lacus Marinus (por Johannes Hevelius). A principios del siglo XIX se extendió la denominación de Riccioli y finalmente el nombre de Mare Imbrium fue certificado oficialmente por la Unión Internacional de Astronomía en 1935.

## Estructura

### Límites

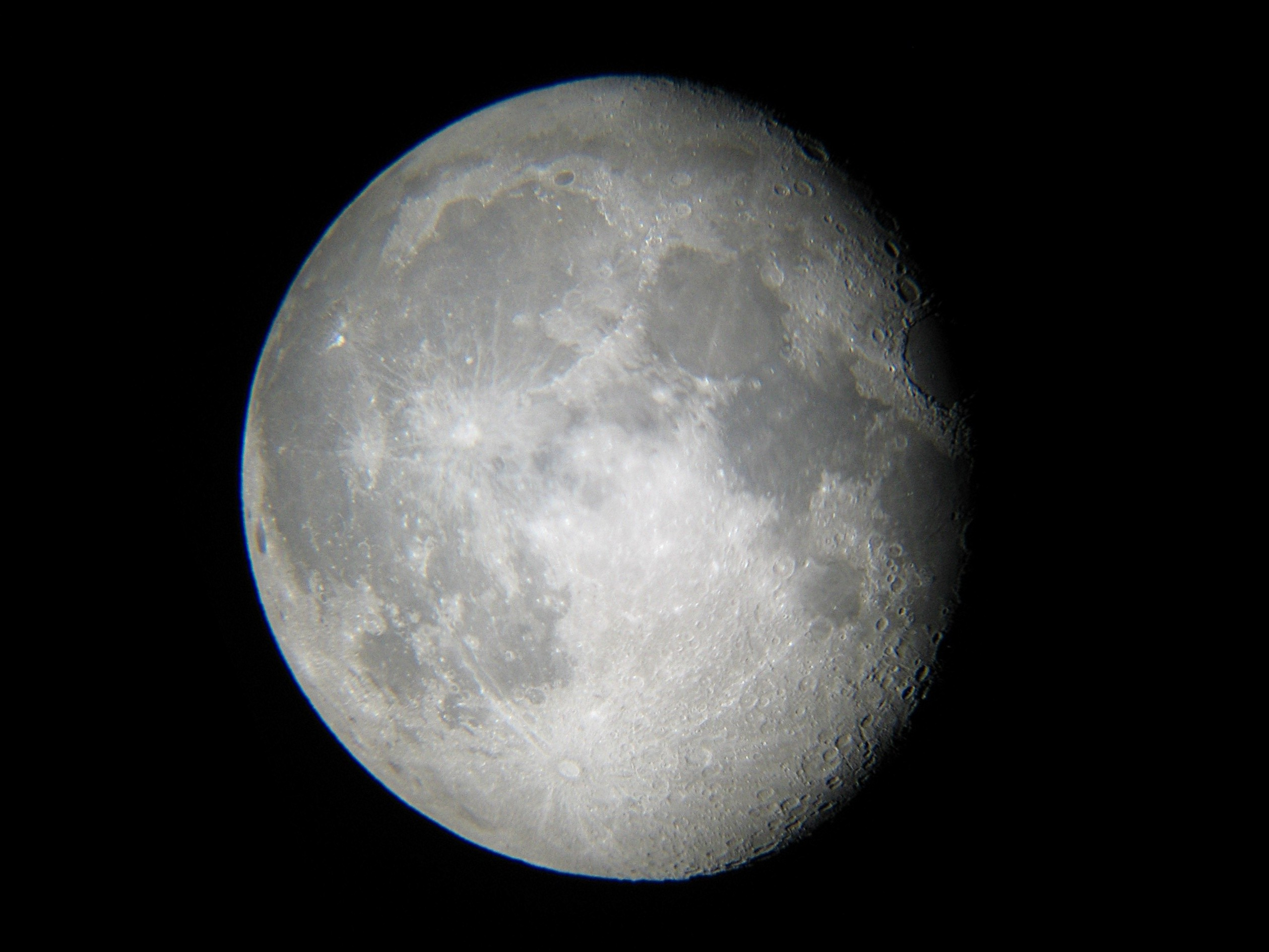
El Mare Imbrium en la mitad norte de la Luna

El Mare Imbrium limita al oeste con el Oceanus Procellarum. Al noroeste se encuentra la bahía Sinus Iridum con el Cabo Laplace y al este el «pantano» Palus Nebularem. Al norte los Alpes lo separan del Mare Frigoris. De la misma forma, en la zona de los alpes se encuentra el destacado cráter Platón y, en el propio Mare, el cráter Arquímedes.

### Cordilleras
La base del Mare Imbrium está rodeada de tres anillos montañosos, formados por el impacto. El anillo exterior tiene un diámetro de casi 1 300 kilómetros y se divide en secciones diferentes: los Cárpatos al sur, los Apeninos en el sudoeste y el Cáucaso al este. El anillo del medio está formado por los Alpes y las regiones montañosas de los cráteres Arquímedes y Platón. El anillo interior, con un diámetro de 600 kilómetros está en gran parte enterrado en basalto. Solo aparecen sobre el nivel del “mar” pequeñas colinas que forman un gran anillo. Las montañas exteriores tienen una altura de hasta 7 kilómetros por encima del nivel del Mare Imbrium.

### Subsuelo

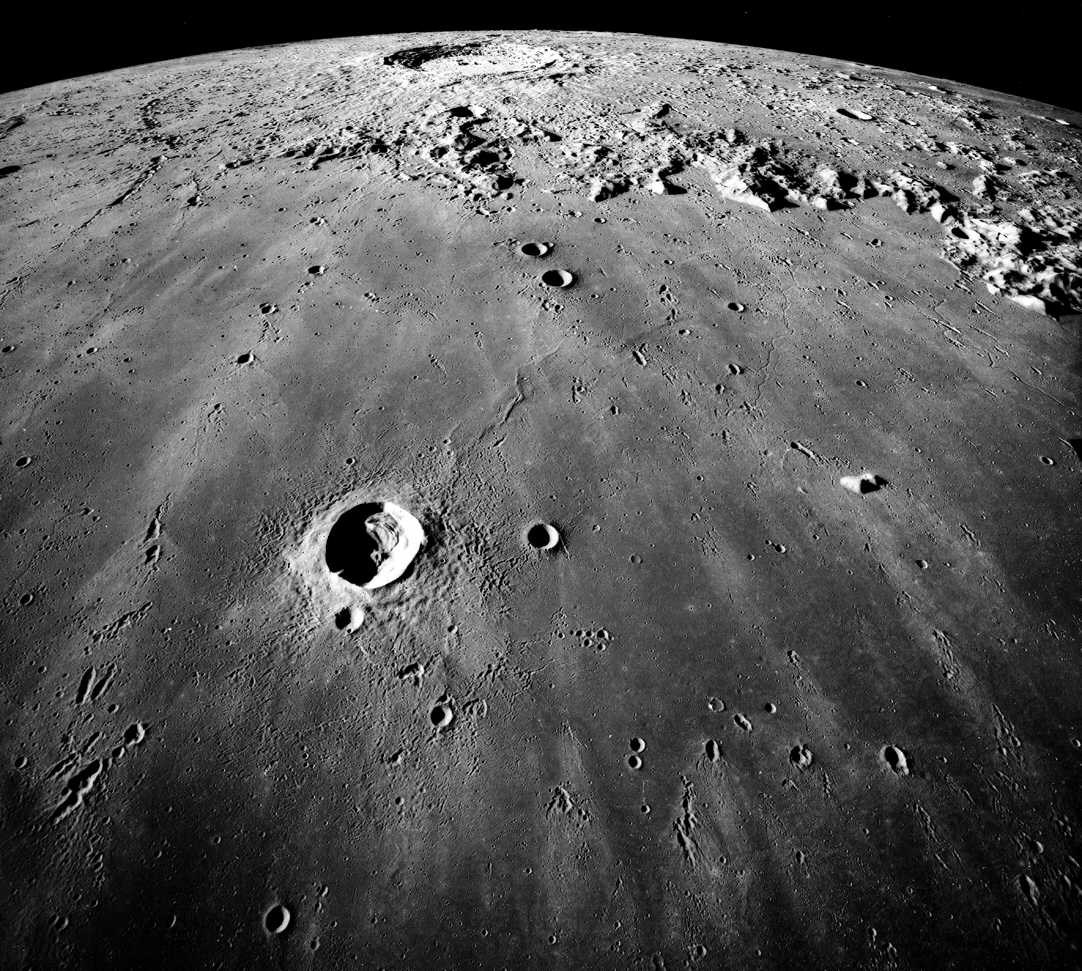
Vista del sur del Mare Imbrium: en primer plano el cráter Píteas (20 km de diámetro) en el horizonte el cráter Copérnico (107 km de diámetro) tras los Cárpatos. (Apolo 17, NASA)

Bajo el centro del Mare Imbrium se encuentra una mascon (del inglés Mass concentration, concentración de masa), una anomalía gravitacional que comprende del 0,015 al 0,045 de la masa de la luna. La mascon afecta en un cambio de altura de 60 a 100 metros a los satélites artificiales.

## Origen
Los científicos William Hartmann y Gerard Kuiper realizaron una primera descripción en 1962 que pareció publicada en la revista Communications of the Lunar and Planetary Laboratory y que definía el origen de la cuenca del Mare Imbrium en un cráter de impacto. Este impacto fue el segundo mayor en la historia de la Luna. Su energía cinética, del orden de 1027 julios, fue tan grande que bastaría una energía solo cien veces mayor para destruir completamente la Luna. El impacto además de formar tres anillos montañosos generó un complejo de fallas radiales y concéntricas en el cráter. A este complejo pertenecen también unas ranuras profundas, supuestamente "aradas" durante el impacto por material que fue proyectado rasantemente en un ángulo plano.
Durante el período comprendido entre tres mil setecientos y tres mil doscientos millones de años antes del presente, el cráter del impacto se fue rellenando de lava, proveniente del magma interior de la Luna, a través de fracturas en el suelo, de modo que el cráter original está cubierto con un amplio mare basáltico, visible hoy como una gran extensión en el característico color oscuro del basalto y que tiene un máximo de 100 metros de diferencia de altura. La mayor parte de la superficie basáltica surgió hace unos 3 300 millones de años.
En la cara opuesta de la luna se extiende un terreno caótico en el foco en que convergen ondas sísmicas. Su relación con el impacto del Imbrium se ha confirmado mediante simulaciones computacionales, según las cuales, por los efectos del impacto, esta zona fue levantada violentamente unos diez metros.

## Misiones tripuladas

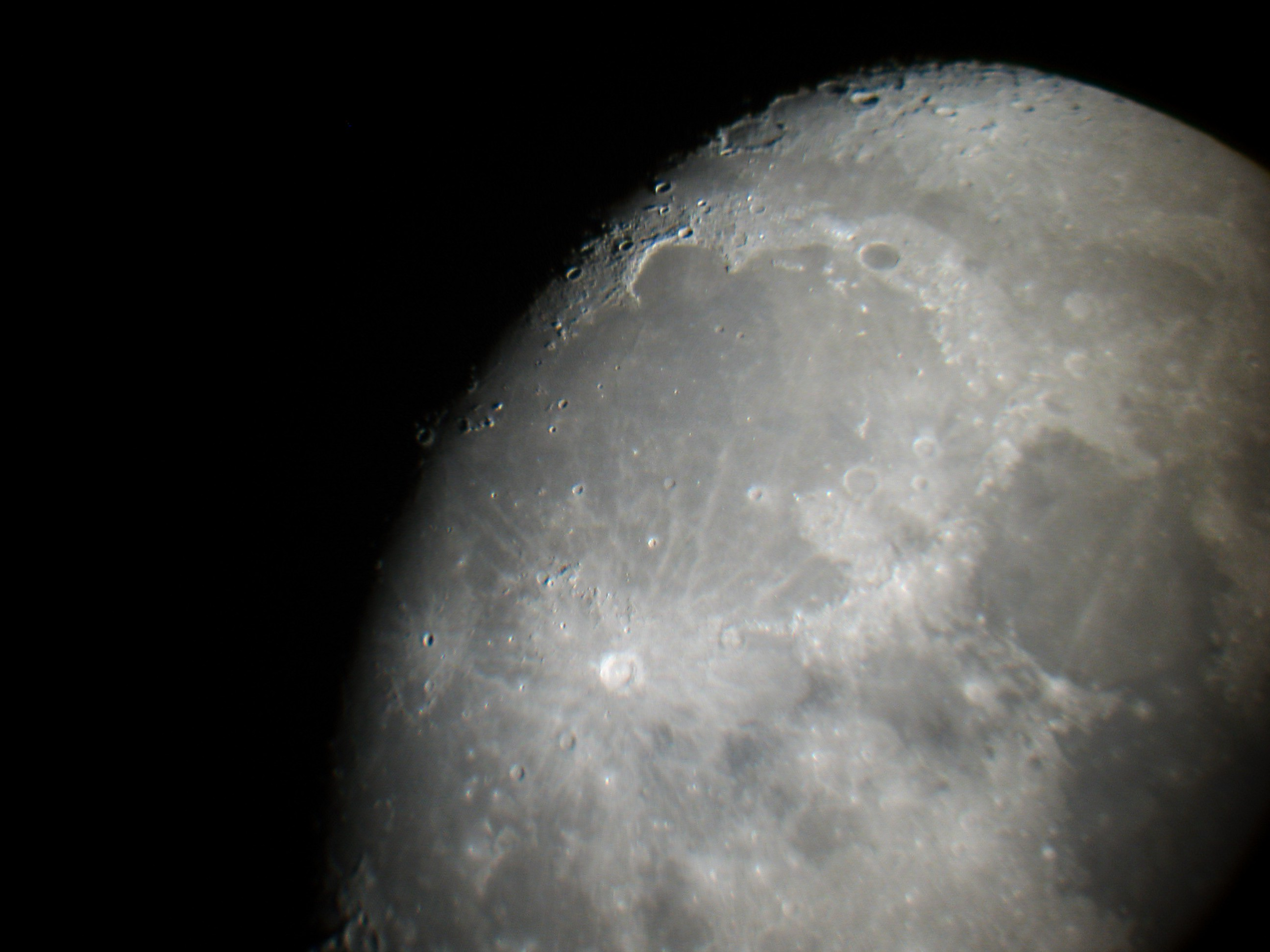
El Mare Imbrium iluminado durante la tarde-noche, fotografiado desde la Tierra mediante un telescopio de 150 mm.

El Apolo 15 aterrizó en el pliegue Hadley a los pies de los Apeninos, donde debían encontrar vestigios del impacto de asteroides. A través el hallazgo de brecha y otras rocas procedentes del impacto se pudo conocer la edad exacta del Mare Imbrium.
En las misiones Apolo 12, 14 y 16 se instaló una estación base experimental (ALSEP) en la superficie lunar. Estaba equipada con un sismómetro que proporcionó valiosos datos sobre la actividad sísmica en el borde del Mare Imbrium. Se internó casi 10,5 kilómetros en el interior del Mare Imbrium y proporcionó un gran número de fotos y de datos sobre la naturaleza física de los regolitos del lugar.